# Луїс да Сільва
Луїс да Сільва (ісп. Luiz da Silva, нар. 28 грудня 1996, Ліма) — перуанський футболіст, нападник клубу «Йонг ПСВ».
Виступав, зокрема, за клуб «Спортінг Крістал», а також національну збірну Перу.

## Клубна кар'єра
Народився 28 грудня 1996 року в місті Ліма. Вихованець футбольної школи клубу «Спортінг Крістал». Дорослу футбольну кар'єру розпочав 2014 року в основній команді того ж клубу, в якій провів два сезони, взявши участь у 28 матчах чемпіонату.
До складу клубу ПСВ приєднався 2016 року, але на умовах оренди виступає за фарм-клуб «Йонг ПСВ», за який провів вже 16 матчів в національному чемпіонаті.

## Виступи за збірні
2013 року дебютував у складі юнацької збірної Перу, взяв участь у 7 іграх на юнацькому рівні, відзначившись 3 забитими голами.
Протягом 2015–2016 років залучався до складу молодіжної збірної Перу. На молодіжному рівні зіграв у 8 офіційних матчах, забив 2 голи.
2016 року дебютував в офіційних матчах у складі національної збірної Перу. Наразі провів у формі головної команди країни 3 матчі, забивши 1 гол.
У складі збірної був учасником розіграшу Кубка Америки 2016 року у США.

## Титули і досягнення
- Бронзовий призер Боліваріанських ігор: 2013